# Selenid sodný
Selenid sodný je anorganická sloučenina se vzorcem Na2Se.

## Příprava
Selenid sodný se připravuje reakcí selenu se sodíkem rozpuštěným v amoniaku:
2 Na + Se → Na2Se

## Reakce
Stejně jako ostatní chalkogenidy alkalických kovů je Na2Se vysoce citlivý na vodu a podstupuje hydrolýzu, při níž vzniká směs hydrogenselenidu a hydroxidu. K této hydrolýze dojde z důvodu silné zásaditosti iontu Se2−:
Na2Se + H2O → NaHSe + NaOH
Podobně se Na2Se oxiduje na polyselenidy.
Selenid sodný reaguje s kyselinami za vzniku jedovatého plynu selanu, druhým produktem je sodná sůl příslušné kyseliny, např.:
Na2Se + 2 HCl → H2Se + 2 NaCl
Tato sloučenina reaguje s elektrofily za vzniku různých sloučenin selenu. S halogenderiváty alkanů se získá velké množství organických sloučenin selenu:
Na2Se + 2 RBr → R2Se + 2 NaBr
organocínové a organokřemíkové halogenidy reagují s Na2Se podobně při vzniku odpovídajících derivátů:
Na2Se + 2 Me3ECl → (Me3E)2Se + 2 NaCl (E= Si, Ge, Sn)

## Bezpečnost
Selenid sodný by se měl skladovat a mělo by se s ním manipulovat za nepřístupu vlhkosti a vzduchu.

## Podobné sloučeniny
- oxid sodný
- sulfid sodný
- telurid sodný
- selan
- selenid antimonitý
- selenid hlinitý
- seleničitan sodný
- selenan sodný